# 340
340 (CCCXL) var ett skottår som började en tisdag i den julianska kalendern.

## Händelser

### Okänt datum
- Konstantinopel går om Rom i storlek och blir världens största stad.
- Konstantin II överfaller sin bror Constans nära Aquileia. Han siktar på att ensam ta över den västra delen av riket, men besegras.
- Constans och Constantius II delar riket mellan sig.
- Acacius efterträder Eusebios som biskop av  Caesarea.

## Födda
- Ambrosius av Milano, biskop och helgon (född omkring detta år)
- Quintus Aurelius Symmachus, romersk politiker (född omkring detta år)

## Avlidna
- Konstantin II, medkejsare av Romarriket (stupad i strid)
- Macrina den äldre, helgon